# The Wrong Coat
The Wrong Coat è un cortometraggio muto del 1909 diretto da Theo Bouwmeester (Theo Frenkel).

## Trama
Dopo una cena, un tipo prende il cappotto sbagliato, lasciando dietro di sé il suo che contiene una nota che consentirà la cattura di una banda di ladri.

## Produzione
Il film fu prodotto dalla Hepworth.

## Distribuzione
Distribuito dalla Hepworth, il film - un cortometraggio di 175 metri - uscì nelle sale cinematografiche britanniche nell'aprile 1909. L'Empire Film Company lo distribuì negli Stati Uniti nel giugno dello stesso anno.
Si conoscono pochi dati del film che, prodotto dalla Hepworth, fu distrutto nel 1924 dallo stesso produttore, Cecil M. Hepworth. Fallito, in gravissime difficoltà finanziarie, il produttore pensò in questo modo di poter almeno recuperare il nitrato d'argento della pellicola.